# Regina Jonas
Regina Jonas (Berlijn, 3 augustus 1902 - Auschwitz, 12 december 1944) was een Duitse rabbijn en godsdienstlerares. In 1935 werd zij, als eerste vrouw in de geschiedenis, officieel tot rabbijn gewijd. Dit was aanleiding tot grote meningsverschillen en discussies binnen de Duitse joodse gemeenschap omdat het ambt van rabbijn traditioneel alleen door mannen mocht worden vervuld.
Tijdens het naziregime was Jonas twee jaar lang geïnterneerd in het concentratiekamp Theresienstadt waar zij zich inzette voor de opvang en zielzorg van medegevangenen. In oktober 1944 werd ze gedeporteerd naar Auschwitz; daar is ze later dat jaar vermoord.
Rabbijn Jonas was volledig in de vergetelheid geraakt toen in 1991 bij toeval archiefdocumenten over haar leven en werk werden ontdekt.

## Biografie

### Jeugd en opleiding
Regina Jonas was de dochter van de koopman Wolf Jonas en zijn vrouw Sara Hess. Zij groeide op in een strenggelovig en arm gezin in Berlijn. Als kind bezocht ze de synagoge van Dr. Max Weil,  een van de eerste rabbijnen in Duitsland die de bat mitswa voor meisjes invoerden. Weil heeft haar gestimuleerd om te gaan studeren. Na de middelbare school volgde zij in eerste instantie een opleiding tot lerares. Toen ze die had afgerond schreef ze zich in bij de Berlijnse Hochschule für die Wissenschaft des Judentums, een joods-liberale theologische hogeschool; Jonas was zelf echter orthodox. Om haar studie te bekostigen werkte ze ook als lerares. In 1930 studeerde zij af. Als onderwerp van haar afrondende dissertatie koos ze de vraag  ‘Kan een vrouw volgens de halacha (het geheel van joods-religieuze wetgeving) een rabbijn zijn?’ Na bestudering van Tenach, Talmoed en Rabbijnse literatuur was haar antwoord op deze vraag ‘ja’. Hoewel de kwaliteit van haar dissertatie werd geprezen had Jonas problemen om iemand te vinden die haar daadwerkelijk wilde wijden. De mogelijke wijding van een vrouw tot het strikt aan mannen voorbehouden ambt van rabbijn was zeer omstreden en leidde binnen de joodse gemeenschap in Duitsland tot heftige discussies.

### Werk als rabbijn

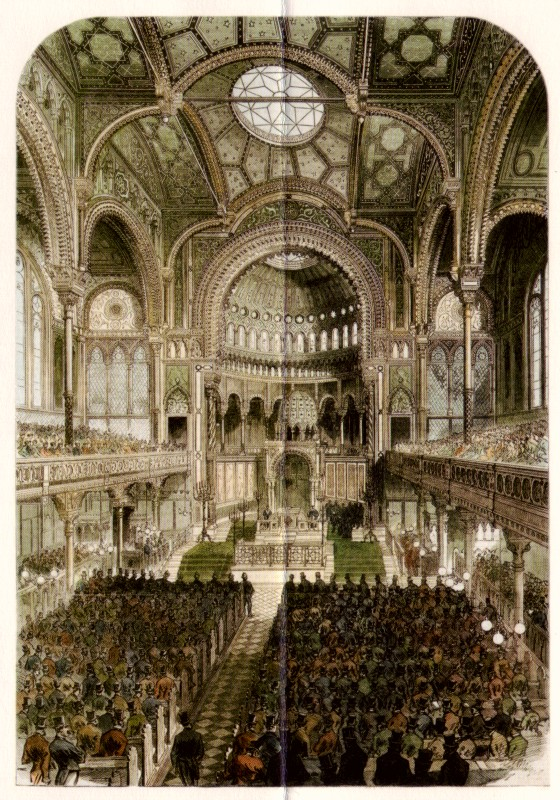
Grote zaal Neue Synagoge, Berlijn

Van 1930 tot 1935 gaf Jonas godsdienstles en hield ze lezingen voor joodse organisaties over godsdienstige onderwerpen. Ze gaf een aantal oefenpreken en dr.Leo Baeck, een leidende figuur binnen de joodse gemeenschap bij wie Jonas ook had gestudeerd, noemde haar een 'bekwame en nadenkende' predikant. Ook hij weigerde echter haar tot rabbijn te wijden, vooral omdat hij vreesde dat dit tot conflicten tussen de liberale en orthodoxe joodse geloofsgemeenschappen in Duitsland zou leiden. Pas in december 1935 verkreeg Jonas haar officiële wijding (semicha) van de liberale rabbijn Max Dienemann.
Desondanks benoemde de joodse gemeente in Berlijn haar niet formeel tot rabbijn maar slechts tot godsdienstlerares. Ze mocht wel de rabbijnse zielzorg in joodse en gemeentelijke zorginstellingen op zich nemen. Verzoeken van leden van de gemeente om haar in de Neue Synagoge van Berlijn te laten preken werden afgewezen; Jonas leidde er buiten de eigenlijke synagogezaal religieuze vieringen voor jongeren en volwassen.
Vanaf 1938 zaten steeds meer joodse gemeentes in Duitsland als gevolg van de Jodenvervolgingen zonder rabbijn. Jonas reisde tot 1942 zulke gemeentes af om er te preken en geestelijke verzorging te bieden.

### Gevangenschap en dood
In 1942 werkte Jonas een tijdlang als dwangarbeidster in een fabriek in Berlijn. Op 6 november van dat jaar werd ze met haar moeder afgevoerd naar het concentratiekamp Theresienstadt. De daar geïnterneerde Weense arts en psychoanalyticus Viktor Frankl had een programma ontwikkeld om gevangenen psychisch bij te staan en zo de kans te verkleinen dat ze zelfmoord zouden plegen. Jonas werkte hieraan mee, onder andere door nieuw aangekomenen bij de trein op te wachten en te begeleiden tijdens hun eerste uren in het kamp. Ook gaf ze in Theresienstadt lezingen en hield ze er preken. Op 12 oktober 1944 werd Jonas naar Auschwitz overgebracht. Daar is ze vermoord, hoogstwaarschijnlijk op 12 december.

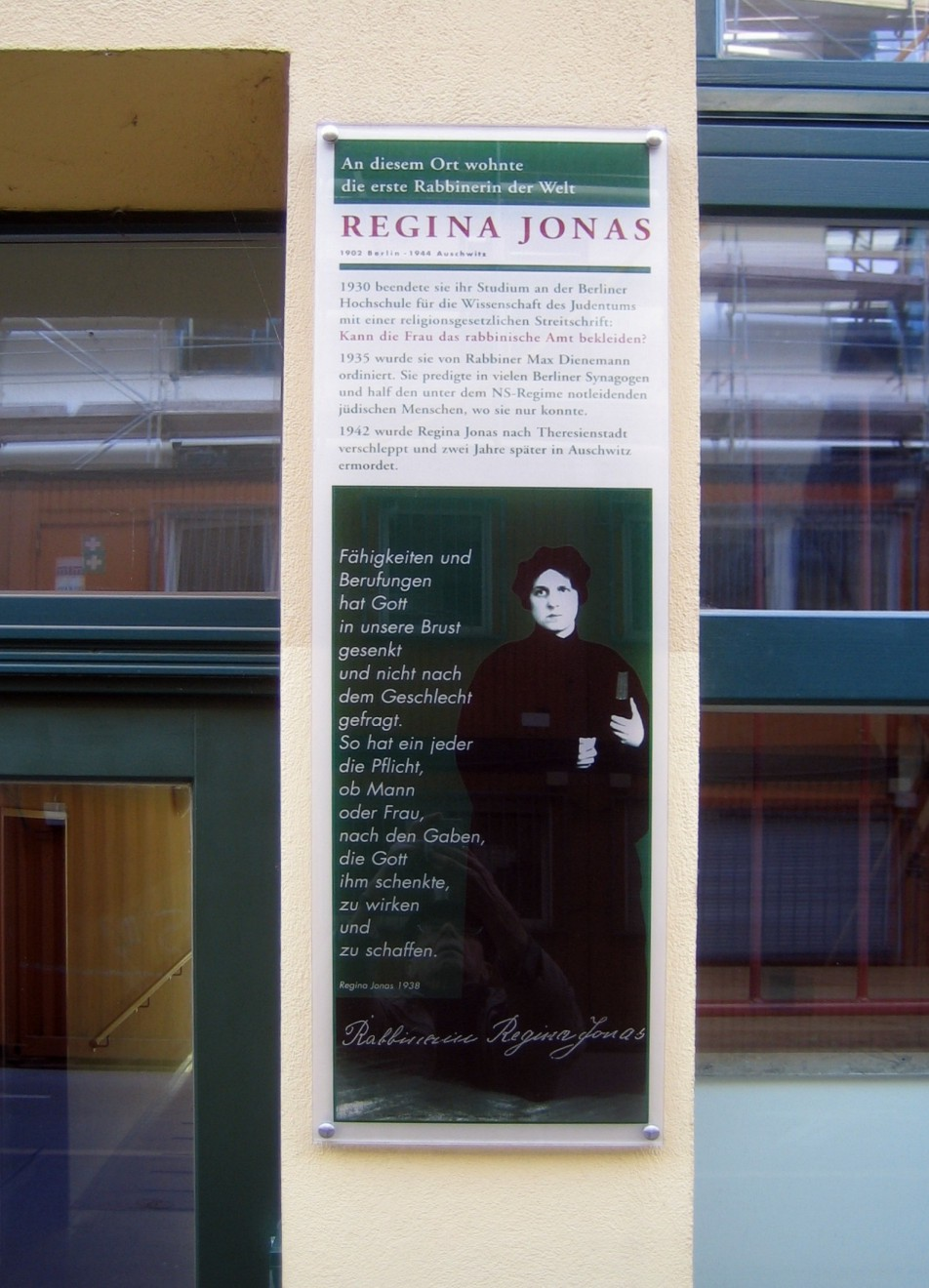
Plaquette in Berlijn ter herinnering aan Regina Jonas.

## Vergetelheid en herontdekking
Na de Tweede Wereldoorlog raakte Regina Jonas in de vergetelheid. Zelfs mensen met wie ze voor en tijdens de oorlog had samengewerkt, zoals Leo Baeck en Viktor Frankl, noemden haar naam niet in hun naoorlogse publicaties. Pas na de hereniging van Duitsland kwamen er documenten aan het licht over de wijding en het werk van de eerste vrouwelijke rabbijn. In 1991 vond de Amerikaanse wetenschapper Katerina von Kellenbach per toeval in een archief in voormalig Oost-Berlijn de enige bewaard gebleven foto's van Jonas, haar diploma's, de bevestiging van haar wijding en haar dissertatie. Deze ontdekking leidde wereldwijd tot een hernieuwde belangstelling voor en onderzoek naar Regina Jonas. Tot dat moment was men ervan uitgegaan dat de in 1972 gewijde Amerikaanse Sally Priesand de eerste vrouwelijke rabbijn was.
In 2013 verscheen de biografische film Regina van de Hongaarse Diana Groó, met Rachel Weisz in de titelrol. In Berlijn en Terezin (Theresienstadt) herinneren monumenten aan Regina Jonas.

## Publicaties
- Regina Jonas.  Kann die Frau das rabbinische Amt bekleiden? Stiftung Neue Synagoge Berlin - Centrum Judaicum. ISBN 3-933471-17-6.

## Verder lezen
- Katharina von Kellenbach: Fräulein Rabbiner Regina Jonas (1902–1945): Lehrerin, Seelsorgerin, Predigerin. Yearbook of the European Society of Women in Theological Research. Kok Pharos, 1994. Blz. 97–102.
- Elisa Klapheck: Regina Jonas. Die weltweit erste Rabbinerin. Hentrich und Hentrich, 2003. ISBN 3-933471-48-6.
- Claudia Prestel: Confronting Old Structures: Regina Jonas, the First Female Rabbi. In: Judith Szapor, Andrea Petö, Maura Hametz, Marina Calloni (red.): Jewish Intellectual Women In Central Europe 1860-2000. Twelve Biographical Essays. Edwin Mellen Press 2012. ISBN 978-0-7734-2933-8. Blz. 375–410.